# Журавлиное (Крым)
Журавли́ное (до 1962 года Во́йково, до 1948 года Коп-Кипча́к; укр. Журавлине, крымскотат. Köp Qıpçaq, Коп Къыпчакъ) — исчезнувшее село в Ленинском районе Республики Крым, располагавшееся в центре района и Керченского полуострова, примерно в 6,5 км к югу от современного села Ленинское.

## История
Первое документальное упоминание селения встречается в Камеральном Описании Крыма… 1784 года, судя по которому, в последний период Крымского ханства Тотуй Гаджи Кыпчач входил в Орта Керченский кадылык Кефинского каймаканства. После присоединения Крыма к России (8) 19 апреля 1783 года, (8) 19 февраля 1784 года, именным указом Екатерины II сенату, на территории бывшего Крымского Ханства была образована Таврическая область и деревня была приписана к Левкопольскому, а после ликвидации в 1787 году Левкопольского — к Феодосийскому уезду Таврической области. После Павловских реформ, с 1796 по 1802 год, входила в Акмечетский уезд Новороссийской губернии. По новому административному делению, после создания 8 (20) октября 1802 года Таврической губернии, Коп-Кипчак был включён в состав Кадыкелечинской волости Феодосийского уезда.
По Ведомости о числе селений, названиях оных, в них дворов… состоящих в Феодосийском уезде от 14 октября 1805 года , в деревне Коп-Кипчак числилось 25 дворов и 206 жителей. На военно-топографической карте генерал-майора Мухина 1817 года деревня Копшак обозначена с 25 дворами. После реформы волостного деления 1829 года Коп Кипчак, согласно «Ведомости о казённых волостях Таврической губернии 1829 года», переподчинили из Кадыкойской волости в Агерманскую. На карте 1836 года в деревне 36 дворов, как и на карте 1842 года.
В 1860-х годах, после земской реформы Александра II, деревню приписали к Сарайминской волости. Согласно «Списку населённых мест Таврической губернии по сведениям 1864 года», составленному по результатам VIII ревизии 1864 года, Коп-Кипчак — владельческая татарская деревня с 22 дворами, 94 жителями, мечетью и сельской почтовой станцией при колодцах. По обследованиям профессора А. Н. Козловского начала 1860-х годов, в селении колодцев не было, имелись только ауты, которые высыхали в течение лета (Аут — небольшой пруд в степном Крыму, наполнявшийся дождевой и талой водой). На трёхверстовой карте Шуберта 1865—1876 года в деревне Коп-Кипчак обозначено 20 дворов.
По «Памятной книге Таврической губернии 1889 года», по результатам Х ревизии 1887 года, в деревне Коп-Кипчак, уже Петровской волости, числилось 23 двора и 140 жителей. По «…Памятной книжке Таврической губернии на 1892 год» в безземельной деревне Коп-Кипчак, не входившей ни в одно сельское общество, числилось 104 жителя, домохозяйств не имеющих. По «…Памятной книжке Таврической губернии на 1902 год» в деревне Коп-Кипчак, входившей в Джапар-Бердынское сельское общество, числилось 98 жителей в 14 домохозяйствах. По Статистическому справочнику Таврической губернии. Ч.II-я. Статистический очерк, выпуск пятый Феодосийский уезд, 1915 год, в деревне Коп-Кипчак Петровской волости Феодосийского уезда числилось 18 дворов (12 дворов с землёй, 6 — безземельные) с русским населением в количестве 125 человек только «посторонних» жителей, из которых 66 мужчин и 59 женщин. Жители владели 1651 десятиной удобной земли. В хозяйствах имелось 111 лошадей, 197 волов, 55 коров и 80 голов овец, свиней, или коз.
После установления в Крыму Советской власти, по постановлению Крымревкома, 25 декабря 1920 года был образован Керченский (степной) уезд, а, постановлением ревкома № 206 «Об изменении административных границ» от 8 января 1921 года была упразднена волостная система и село вошло в состав Петровского района Керченского уезда, а в 1922 году уезды получили название округов. 11 октября 1923 года, согласно постановлению ВЦИК, в административное деление Крымской АССР были внесены изменения, в результате которых округа были отменены, Петровский район упразднили, влив в Керченский район. Согласно Списку населённых пунктов Крымской АССР по Всесоюзной переписи 17 декабря 1926 года, в селе Коп-Кипчак, Ленинского сельсовета Керченского района, числилось 32 двора, из них 28 крестьянских, население составляло 150 человек, из них 134 русских, 1 немец, 15 записаны в графе «прочие». Постановлением ВЦИК «О реорганизации сети районов Крымской АССР» от 30 октября 1930 года (по другим сведениям 15 сентября 1931 года) Керченский район упразднили и село включили в состав Ленинского. На подробной карте РККА Керченского полуострова 1941 года в селе обозначено 20 дворов.
С 25 июня 1946 года селение в составе Крымской области РСФСР. Указом Президиума Верховного Совета РСФСР от 18 мая 1948 года, Коп-Кипчак переименовали в Войкова. 26 апреля 1954 года Крымская область была передана из состава РСФСР в состав УССР. Время включения в Дорошенковский сельский совет пока не установлено: на 15 июня 1960 года село уже числилось в его составе. Указом Президиума Верховного Совета УССР «Об укрупнении сельских районов Крымской области», от 30 декабря 1962 года был упразднён Приморский район и, во избежание путаницы с более крупным селом Войково упразднённого района м это Войково было переименовано в Журавлиное (согласно справочнику «Крымская область. Административно-территориальное деление на 1 января 1968 года» — в период с 1954 по 1968 год). Исключено из учётных данных в 1969 года, как село уже Ленинского сельсовета.

### Динамика численности населения
| - 1805 год — 206 чел. - 1864 год — 94 чел. - 1889 год — 140 чел. - 1892 год — 104 чел. | - 1902 год — 98 чел. - 1915 год — 0/125 чел. - 1926 год — 150 чел. |